# اچ‌ام‌اس هاردی (۱۹۳۶)
اچ‌ام‌اس هاردی (۱۹۳۶) (به انگلیسی: HMS Hardy (1936)) یک کشتی است که طول آن ۳۳۷ فوت (۱۰۲٫۷ متر) می‌باشد. این کشتی در سال ۱۹۳۶ ساخته شد.